# 33287 Lasue
33287 Lasue è un asteroide della fascia principale. Scoperto nel 1998, presenta un'orbita caratterizzata da un semiasse maggiore pari a 3,048818 UA e da un'eccentricità di 0,083638, inclinata di 11,913357° rispetto all'eclittica.